# الدوري السويدي الدرجة الثانية 2006
الدوري السويدي الدرجة الثانية 2006 (بالسويدية: Division 2 i fotboll för herrar 2006)‏ هو موسم من الدوري السويدي الدرجة الثانية. فاز فيه IFK Timrå ‏.